# Prem Tinsulanonda
Prem Tinsulanonda (ur. 26 sierpnia 1920 w prowincji Songkhla, zm. 26 maja 2019 w Bangkoku) – tajski wojskowy i polityk, od 13 października do 1 grudnia 2016 pełnił obowiązki głowy państwa jako regent Tajlandii.
Ukończył szkołę Suan Kulap w Bangkoku i Królewską Akademię Wojskową Chulachomklao. Sprawował urząd wiceministra spraw wewnętrznych w latach 1977–1978 oraz naczelnego dowódcy Królewskiej Armii Tajlandii od 1 października 1978 do 25 sierpnia 1982. 24 maja 1979 objął stanowisko ministra obrony i sprawował je do 5 sierpnia 1986, w międzyczasie objął funkcję premiera Tajlandii. Na czele rządu stał do 4 sierpnia 1988, przeprowadził stopniową demokratyzację życia politycznego, odpierając zamachy stanu w 1981 i 1985 roku. Po śmierci króla Bhumibola Adulyadeja (Ramy IX) 13 października 2016 został Regentem Tajlandii. Pełnił tę funkcję do 1 grudnia 2016, czyli do czasu objęcia tronu przez króla Mahę Vajiralongkorna (Ramę X).